# Vassili et Vassilissa
Pour plus de détails, voir Fiche technique et Distribution.
Vassili et Vassilissa (Василий и Василиса, Vasiliy i Vasilisa) est un film soviétique réalisé par Irina Poplavskaïa, sorti en 1981,.

## Synopsis
Vassili et Vassilissa ont eu sept enfants. Ils vivent en parfaite harmonie et tout le village respecte cette famille travailleuse; mais un jour quelque chose se passe: le mari pris de boisson a levé la main sur sa femme fidèle. Elle a une fausse-couche et renvoie son mari à la grange. Cela survient avant la Grande Guerre patriotique. Deux des fils des Volojguine meurent à la guerre et Vassili revient avec la décoration de l'Ordre de la Gloire, mais Vassilissa ne peut pas lui pardonner.

## Fiche technique
- Photographie : Kadyrjan Kydyraliev, Boris Soutotski
- Musique : Alexeï Mouravliov
- Décors : Anatoli Kouznetsov
- Montage : Vera Ostrinskaia